# SS Vesta
El SS Vesta fue un buque pesquero de hélice de 250 toneladas brutas, construido en 1853 en Nantes, Francia, por Hernoux et Cie de Dieppe para la Société Terreneuvienne de Granville en Normandía. La compañía tenía amplios intereses pesqueros en el área de Gran Banco frente a Terranova, que operaba desde una base en la isla de San Pedro. El 27 de septiembre de 1854, el Vesta se dirigía al este con una tripulación de 50 personas, regresando a casa a 147 pescadores y salineros. En una densa niebla, el Vesta chocó contra el vapor de pasajeros SS Arctic de Collins Line.  Una sección de tres metros (diez pies) de la proa del Vesta fue cortada, pero el mamparo estanco detrás de la proa permaneció intacto y mantuvo fuera el mar, manteniendo el buque a flote.
El Arctic, de mayor tamaño y que en un principio parecía haber sufrido sólo daños superficiales, había quedado fatalmente agujereado por debajo de la línea de flotación. Al carecer de compartimentos estancos, el casco se llenó de agua y el barco se hundió cuatro horas más tarde, con una gran pérdida de vidas. En cambio, las únicas bajas entre la tripulación y los pasajeros del Vesta fueron una docena de personas que abandonaron precipitadamente el barco en un bote salvavidas, que luego fue arrastrado accidentalmente por el Arctic.
Después de la colisión, el capitán del Vesta, Alphonse Duchesne, llevó el barco lentamente a San Juan de Terranova, a donde llegó el 29 de septiembre para ser reparado. El 20 de marzo de 1855 el Vesta zarpó hacia casa, y se vio obligado a entrar en Liverpool después de luchar contra el hielo y las tormentas durante 17 días. Más tarde ese año fue vendido a la Compagnie Générale Maritime de Le Havre, y después de más cambios de propiedad, pasó en 1863 a J Amann de Bilbao y fue rebautizado como Amberes. Fue utilizado como carguero, generalmente trabajando entre los puertos del norte de España y Amberes. Los registros navieros informaron que se hundió en 1875 en el puerto de Santander (España).